# Chondrocladia verticillata
Chondrocladia verticillata är en svampdjursart som beskrevs av Topsent 1920. Chondrocladia verticillata ingår i släktet Chondrocladia och familjen Cladorhizidae. Inga underarter finns listade i Catalogue of Life.